# 1944年の野球

## 競技結果

### 日本プロ野球

#### ペナントレース
この年は6球団制となり、1リーグ時代に於ける6球団制はこの年が最初で最後のシーズンとなった。徴兵による出兵などで選手数も激減し、4月の時点で6球団合わせてわずか74名という陣容となった。
| 順位 | 球団       | 勝 | 敗 | 分 | 勝率 | 差   |
| ---- | ---------- | -- | -- | -- | ---- | ---- |
| 優勝 | 阪神軍     | 27 | 6  | 2  | .818 | --   |
| 2位  | 東京巨人軍 | 19 | 14 | 2  | .576 | 8.0  |
| 3位  | 阪急軍     | 19 | 15 | 1  | .559 | 8.5  |
| 4位  | 産業軍     | 13 | 21 | 1  | .382 | 14.5 |
| 5位  | 朝日軍     | 12 | 22 | 1  | .353 | 15.5 |
| 6位  | 近畿日本軍 | 11 | 23 | 1  | .324 | 16.5 |

| 順位 | 球団       | 勝 | 敗 | 分 | 勝率 | 差  |
| ---- | ---------- | -- | -- | -- | ---- | --- |
| 優勝 | 阪神軍     | 11 | 3  | 1  | .786 | --  |
| 優勝 | 東京巨人軍 | 11 | 3  | 1  | .786 | --  |
| 3位  | 阪急軍     | 8  | 7  | 0  | .533 | 3.5 |
| 4位  | 産業軍     | 6  | 8  | 1  | .429 | 5.0 |
| 5位  | 朝日軍     | 4  | 10 | 1  | .286 | 7.0 |
| 6位  | 近畿日本軍 | 3  | 12 | 0  | .200 | 8.5 |

| 順位 | 球団       | 勝 | 敗 | 分 | 勝率 | 差  |
| ---- | ---------- | -- | -- | -- | ---- | --- |
| 優勝 | 阪神軍     | 16 | 3  | 1  | .842 | --  |
| 2位  | 阪急軍     | 11 | 8  | 1  | .579 | 5.0 |
| 3位  | 東京巨人軍 | 8  | 11 | 1  | .421 | 8.0 |
| 3位  | 近畿日本軍 | 8  | 11 | 1  | .421 | 8.0 |
| 5位  | 朝日軍     | 8  | 12 | 0  | .400 | 8.5 |
| 6位  | 産業軍     | 7  | 13 | 0  | .350 | 9.5 |

#### 個人タイトル
| タイトル     | 選手          | 球団      | 成績      |
| ------------ | ------------- | --------- | --------- |
| 最優秀選手   | 若林忠志      | 阪神      |           |
| 首位打者     | 岡村俊昭      | 近畿日本  | .369      |
| 最多本塁打   | 金山次郎      | 産業      | 3本       |
| 最多打点     | 藤村富美男    | 阪神      | 25打点    |
| 最多盗塁     | 呉昌征 呉新亨 | 阪神 巨人 | 19盗塁    |
| 最多安打     | 岡村俊昭      | 近畿日本  | 48安打    |
| 最高出塁率   | 黒沢俊夫      | 巨人      | .447      |
| 最優秀防御率 | 若林忠志      | 阪神      | 1.56      |
| 最多勝利     | 若林忠志      | 阪神      | 22勝      |
| 最多奪三振   | 藤本英雄      | 巨人      | 113奪三振 |
| 最高勝率     | 若林忠志      | 阪神      | .846      |

#### ベストナイン
この年は選出なし

### メジャーリーグ
- ワールドシリーズ

## できごと

### 1月
- 1月12日 - 日本野球連盟、日本野球報国会と改称。球団間の選手の引き抜きを一切しないと取りきめられ、球団間の移籍は報国会会長が統制することになった[3]。

### 4月
- 4月3日 -   春季戦が開幕。名古屋軍は「産業軍」に改称[4]。
- 4月27日 - 【MLB】ボストン・ブレーブスのジム・トビンが対ブルックリン・ドジャース戦でノーヒットノーランを達成。

### 5月
- 5月15日 - 【MLB】シンシナティ・レッズのクライド・ショーンが対ブレーブス戦でノーヒットノーランを達成。
- 5月16日 - 東京巨人軍の右翼手中島治康が対南海軍戦において、日本プロ野球初の1試合2度のライトゴロを記録[3]。

### 6月
- 6月1日 - 南海軍の親会社である南海鉄道が戦時企業統合政策により関西急行鉄道と合併し、近畿日本鉄道となったため、「近畿日本軍」に改名した[5]。大阪法務局への会社名変更は1946年1月15日に行われており、会社名は南海野球株式会社のままとなっている[3]。
- 6月6日  - 【MLB】ノルマンディー上陸作戦の成功を祝して、この日のMLBの全試合がキャンセル[6]。
- 6月8日 - 【MLB】シンシナティ・レッズのジョー・ナックスホールが対セントルイス・カージナルス戦でMLB史上最年少出場（15歳10カ月）、2/3イニングを登板[6]

### 7月
- 7月1日 - 藤野義登（産業軍）が夏期・巨人1回戦（後楽園）で史上初のプロ1号での先頭打者ホームランを放つ[7]
- 7月15日 - 阪神軍の若林忠志が5月1日から14試合連続登板の日本記録を達成（この間11勝1敗2分）[8]。

### 8月
- 8月10日 - ボストン・ブレーブス のレッド・バレッドが対シンシナティ・レッズ戦でMLB最少投球の58球で2対0で完封勝利[6]。
- 8月14日 - この日阪急軍が敗れたため、阪神軍の優勝が決定している。

### 9月
- 9月9日 - 後楽園球場がアメリカ軍の空襲に備えての高射砲を設置するため、接収が決定[9]。
- 9月11日 - 後楽園接収決定を受けて、阪神甲子園球場での日本野球総進軍優勝大会をこの日で中止し、後楽園で開催することとなる[9]。
- 9月17日 - 9月20日 - 日本野球総進軍優勝大会の東京大会が後楽園で行われ、これが後楽園における戦前最後の試合となる[9]。
- 9月24日 - 9月26日 - 阪急西宮球場において、第2回日本野球総進軍優勝大会の大阪大会が開催される、これで日本野球報国会が主催する日本プロ野球の試合は休止に[9]。

### 10月
- 10月1日 - 【MLB】セントルイス・ブラウンズが最終戦の対ニューヨーク・ヤンキース戦に5対2で勝利し、球団初のア・リーグ優勝達成[6]。
- 10月9日  - 【MLB】ワールドシリーズは史上初のセントルイスのチーム同士の対決となり、セントルイス・カージナルスがセントルイス・ブラウンズに4勝2敗で勝利し、優勝達成[6]。
- 10月10日 - ビルマ戦線で巨人の吉原正喜が戦死。
- 10月23日 - 日本野球報国会の6球団の首脳が集まり、報国会休止の申し合わせを行う[3]。

### 11月
- 11月13日 - 日本野球報国会、日本プロ野球休止声明[3]。
- 11月25日 - 【MLB】MLBの初代コミッショナーのケネソー・マウンテン・ランディスが心臓発作で死去[6]。

### 12月
- 12月2日 - 輸送船が台湾沖の東シナ海で米潜水艦により雷撃され、同船に乗っていた巨人の沢村栄治が戦死。

## 誕生
- 1月1日 - 国貞泰汎
- 1月4日 - 山中巽
- 1月13日 - 松原誠
- 2月21日 - 長池徳士
- 3月30日 - 島野育夫（+ 2007年）
- 4月1日 - 佐野嘉幸
- 4月1日 - ラスティ・スタウブ（+ 2018年）
- 4月24日 - ビル・シンガー
- 5月4日 - 阪口慶三
- 5月5日 - 高橋善正
- 5月6日 - 村上雅則
- 5月21日 - 井上弘昭
- 5月22日 - 白石静生
- 6月17日 - 田中調
- 6月28日 - ハル・ブリーデン（+ 2021年）
- 7月7日 - 木俣達彦
- 7月20日 - 田中章
- 8月17日 - 安仁屋宗八
- 9月11日 - 尾崎行雄（+ 2013年）
- 10月4日 - トニー・ラルーサ
- 11月3日 - 渡辺元智
- 11月7日 - ジョー・ニークロ（+ 2006年）
- 11月29日 - 大下剛史
- 12月1日 - 八木沢荘六
- 12月18日 - 伊勢孝夫
- 12月22日 - スティーブ・カールトン

## 死去
- 1月24日 - 浅沼誉夫（* 1891年）
- 3月18日 - 押川清（* 1881年）
- 4月25日 - トニー・マレーン（* 1859年）
- 7月26日 - 伊藤健太郎（* 1916年）
- 8月17日 - 三輪八郎（* 1921年）
- 10月10日 - 吉原正喜（*1919年）
- 11月25日 - ケネソー・マウンテン・ランディス（* 1866年）
- 12月2日 - 沢村栄治（* 1917年）
- 没日不詳 - 鬼頭数雄（*1917年）
- 没日不詳 - 林安夫（*1922年）